# My Stubborn
My Stubborn (ไหนเฮียบอกไม่ชอบเด็ก) è una serie televisiva thailandese del 2025 con protagonisti "Boat" Yongyut Termtuo e "Oat" Pasakorn Sanrattana. È adattato dal romanzo Nai Hia Bok Mai Chop Dek di Nang Sao Phop.
Diretta da Film Wanchanaphun Paithun e Zelynn Korrachanok Bunma e prodotta da MFlow Entertainment, la serie è andata in onda dal 20 aprile 2025 al 6 luglio 2025, per un totale di 12 episodi.

## Trama
Jun, un liceale dispettoso noto per essere un maestro nel far perdere la pazienza alla gente, e Sorn, un uomo calmo e ordinato che non sopporta ragazzini come lui, sono in disaccordo fin dal primo giorno in cui si sono incontrati. Dal mettere il sale nel dentifricio al nascondere oggetti personali, gli scherzi infiniti di Jun hanno fatto sì che Sorn lo detestasse profondamente.
Ma il rapporto tra i due è destinato a cambiare. Quando Jun si imbatte inaspettatamente in Sorn in una situazione insolita, ciò che inizia come imbarazzo diventa presto l’inizio di un legame complicato. L’uomo che un tempo aveva dichiarato con fermezza «Non mi piacciono i ragazzini» (da qui deriva il titolo originale del romanzo Nai Hia Bok Mai Chop Dek, letteralmente "A Hia non piacciono i ragazzini") si ritrova lentamente scosso da emozioni a lui sconosciute.

## Personaggi

### Personaggi principali
- Sorn, interpretato da "Boat" Yongyut Termtuo. È un uomo adulto, fermo e molto freddo. Dopo una brutta esperienza con una fiamma in passato, ha passato molto tempo all'estero, guadagnando sempre maggiore esperienza nel campo dell'intimità. È noto per la sua fermezza nel dichiarare di non sopportare i ragazzi più giovani e di voler mantenere distanza dalle situazioni caotiche causate da loro. Nonostante questo, Sorn nasconde un lato più sensibile e vulnerabile che emerge lentamente nel corso della serie, specialmente grazie all’influenza di Jun. Il suo rapporto con Jun evolve da una relazione conflittuale a una più complessa e affettuosa, mostrando una crescita personale e la capacità di aprirsi a nuove emozioni.
- Jun, interpretato da "Oat" Pasakorn Sanrattana. È un giovane liceale noto per il suo carattere vivace, dispettoso e un po’ ribelle. È abile nel provocare e infastidire chi gli sta intorno con scherzi e comportamenti imprevedibili, specialmente verso Sorn, con cui ha un rapporto inizialmente conflittuale. Dopo essersi imbattuto in Sorn in una situazione particolare, inizierà tra di loro una relazione di imbarazzo che durerà diversi anni, fino a quando Sorn non si proporrà di aiutarlo a migliorare le sue performance intime.

### Personaggi secondari
- Tai, interpretato da "Yoon" Phusanu Wongsasavanichakorn. Amico d’infanzia di Jun e Champ, conosce Sorn fin dai tempi dell’università. È figlio del proprietario dell’azienda in cui lavora insieme a Sorn, Jun e Champ. Nel corso della storia si scopre che è innamorato di Champ da sempre.
- Champ, interpretato da "Punpun" Punn Chirathanaphat. Amico di Tai, Jun e Sorn, è un ragazzo dolce e disponibile. È innamorato di Tai.
- Penny, interpretata da Michelle Behrmann. È il capo delle risorse umane dell'azienda. Inizialmente ha una relazione con Sorn, anche se poi riuscirà a capire i suoi sentimenti per la collega June.
- June, interpretata da "Poy" Cherlyn Kraiarayapat. È una designer dell'azienda dove lavorano Sorn e Jun. Inizierà una relazione con Penny.
- Win, interpretato da "Chaiklang" Thanakrid Suteepakornchai. Fratello minore di Tai e amico di Jun.